# Dallas Dhu Distillery

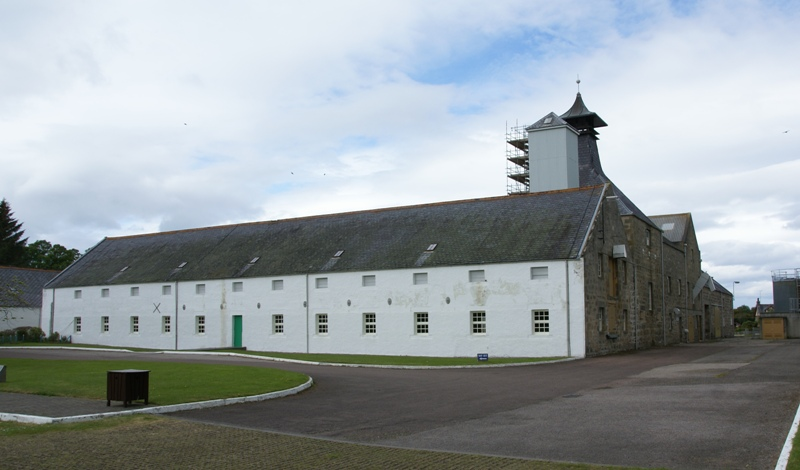
Dallas Dhu Distillery met vooraan de mouterij

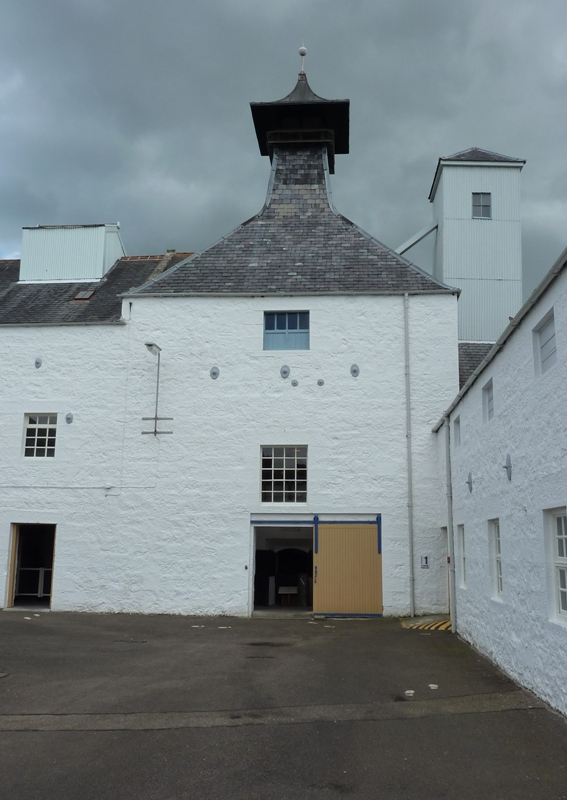
De eesterij, de kiln, waar de mout wordt gedroogd met behulp van een turfvuur

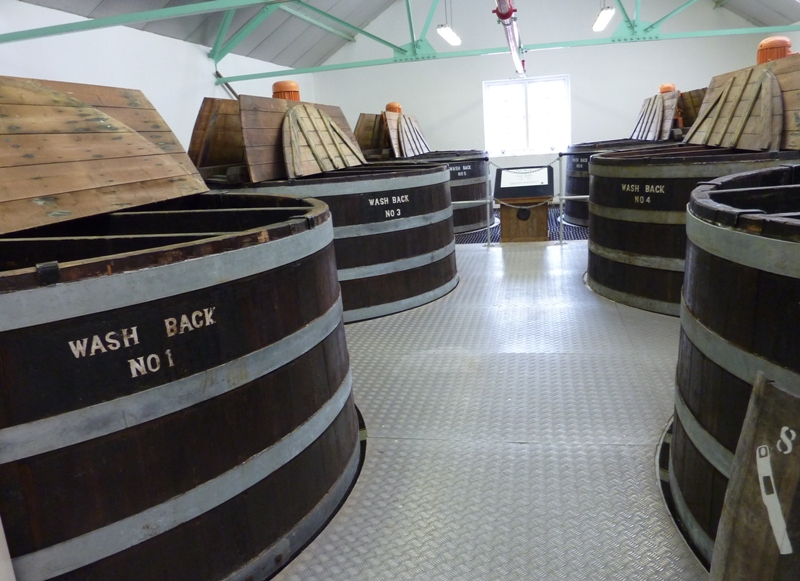
De vaten met wort, de wash backs in de tun room (tonnenkamer), waarin de gist die aan het wort toegevoegd is, de suikers omzet in alcohol

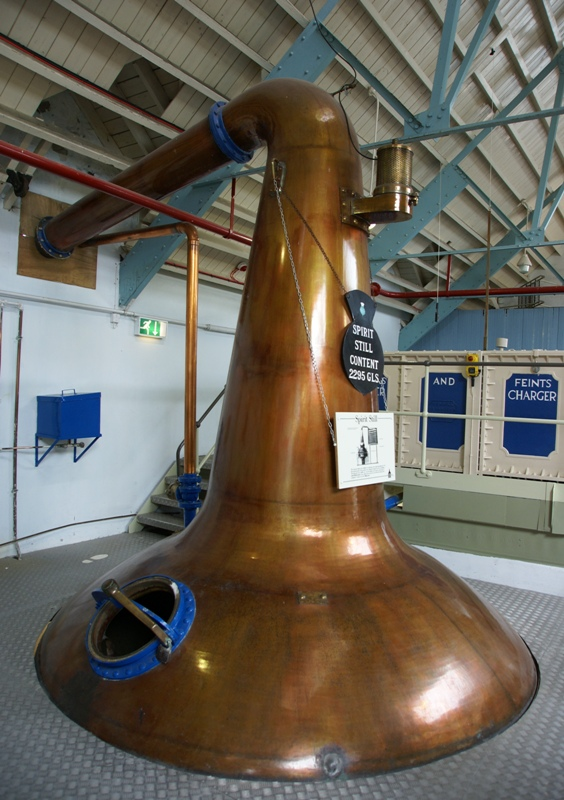
De distilleerapparatuur, waar de alcohol wordt verzameld uit het wort

De Dallas Dhu Distillery is een voormalige negentiende-eeuwse distilleerderij, gelegen ten zuiden van Forres in de Schotse regio Moray. In de jaren tachtig van de twintigste eeuw werd de Dallas Dhu Distillery ingericht als museum.

## Geschiedenis
In 1898 bouwde Alexander Edward de distilleerderij Dallasmore om malt whisky te produceren die vervolgens gebruikt kon worden voor de productie van blended whisky.
Charles Doig van Elgin was de architect. De distilleerderij Dallasmore verkreeg zijn water van de Altyre Burn en zijn koelwater van de Blair's Burn.
Voordat de distilleerderij begon met produceren in 1899 verkocht Alexander Edward de distilleerderij aan de firma Wright and Greig Ltd. uit Glasgow. Deze firma wilde de malt whisky gebruiken voor hun blended whisky Roderick Dhu, genoemd naar de gelijknamige figuur uit de roman The Lady of the Lake van Sir Walter Scott. Om de associatie met hun blended whisky te versterken veranderde deze firma de naam van de distilleerderij in Dallas Dhu (Schots-Gaelisch voor het Zwarte Moeras).
De productie begon op 29 mei 1899. In de erop volgende jaren werd de winst op de productie van malt whisky echter lager, onder meer door hogere belastingen. In 1914 gaf Lloyd George de schuld aan sterkedranken voor het militaire falen aan het begin van de Eerste Wereldoorlog en stelde wetten in die de productie en verkoop van whisky aan banden legde. In 1916 liet hij alle distilleerderijen sluiten die geen aandeel hadden in de productie van industriële alcohol. Hieronder viel ook de Dallas Dhu Distillery. Na de oorlog verkocht Wright and Greig Ltd. de distilleerderij aan de firma J P O'Brien & Co Ltd. uit Glasgow, die de productie weer opstartte om een jaar later failliet te gaan.
In 1921 kocht de firma Benmore Distilleries Ltd. de Dallas Dhu Distillery. Deze firma moderniseerde de distilleerderij, onder meer door het aanbrengen van elektrische verlichting en het plaatsen van nieuwe distilleerapparatuur. Ook werd er een nieuw magazijn bijgebouwd en werd een stuk spoorlijn aangelegd om de distilleerderij aan te sluiten op de lijn Inverness-Perth. De markt voor whisky maakte echter een harde tijd door, mede door de Drooglegging in de Verenigde Staten. In 1928 verkocht de firma zich aan Distillers' Company Limited (DCL). In de vroege jaren dertig van de twintigste eeuw lag de productie van de distilleerderij stil. Dit had te maken met het beleid van de firma DCL om overproductie te minimaliseren. In 1936 werd er weer productie gedraaid. In de nacht van 9 april 1939 brak er brand uit in de distilleerderij. De uiteindelijke schade bedroeg zo'n 7000 pond. In oktober 1939 was alle schade hersteld. Tijdens de Tweede Wereldoorlog lag de productie in de distilleerderij stil. Deze startte weer op 30 maart 1947. In 1950 werd de distilleerderij gemoderniseerd, waarbij de stoommachines en de waterraderen werden vervangen door elektrisch aangedreven pompen. In 1964 werd dankzij de stijgende verkoopcijfers de capaciteit van de distilleerderij uitgebreid. In de daaropvolgende jaren werden meerdere moderniseringen doorgevoerd, zoals de overstap van kolen naar olie in 1971.
Het laatste vat werd gevuld op 16 maart 1983. De opkomst van grotere fabrieken met meer capaciteit en goedkopere productiewijzen zorgde ervoor dat de kleine Dallas Dhu Distillery steeds minder rendabel was. Ook het feit dat de watertoevoer van de Altyre Burn niet constant was en in 1976 zelfs een keer geheel opgedroogd was, was een factor die bijdroeg aan het besluit de distilleerderij te sluiten.

## Bouw
Het complex van de Dallas Dhu Distillery bestaat uit een blok warenhuizen aan de westzijde en de productiegebouwen aan de oostzijde. De productiegebouwen hebben een plattegrond in de vorm van een omgekeerde E. Aan de zuidzijde bevindt zich de mouterij (malt barn). De lange zijde van de E wordt gevormd van zuid naar noord door de eesterij (de kiln), het mash house (waar het maischen plaatsvindt) en het distillatiehuis (still house). De noordzijde van de E wordt gevormd door de filling store, waar de vaten gevuld worden. De middelste poot van de E wordt gevormd door de tun room, waar in tonnen het wort wordt gemaakt.
Aan de zuidwestelijke zijde van het complex bevinden zich de woonhuizen voor de arbeiders. Aan de noordwestelijke zijde van het complex bevinden zich de huizen van de manager en de opzichter van overheidswege die de alcoholproductie en -distributie moest controleren.

## Beheer
Dallas Dhu Distillery wordt beheerd door Historic Scotland.